# آئروداوینچی
آئروداوینچی (به انگلیسی: Aerodavinci) یک شرکت هواپیمایی است که در تاریخ ۱۹۹۷ میلادی تأسیس شده است. دفتر مرکزی آئروداوینچی در رینوسا تامائولیپاس، مکزیک واقع شده‌است و قطب این شرکت هواپیمایی در فرودگاه بین‌المللی ژنرال لوسیو بلانکو قرار دارد و به ۴ مقصد، پرواز مستقیم انجام می‌دهد.